# Bordžiginové

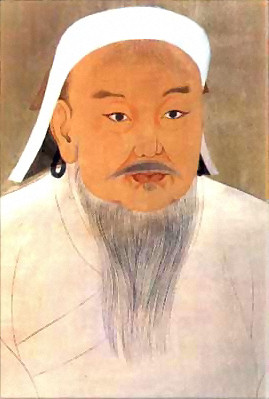
Čingischán

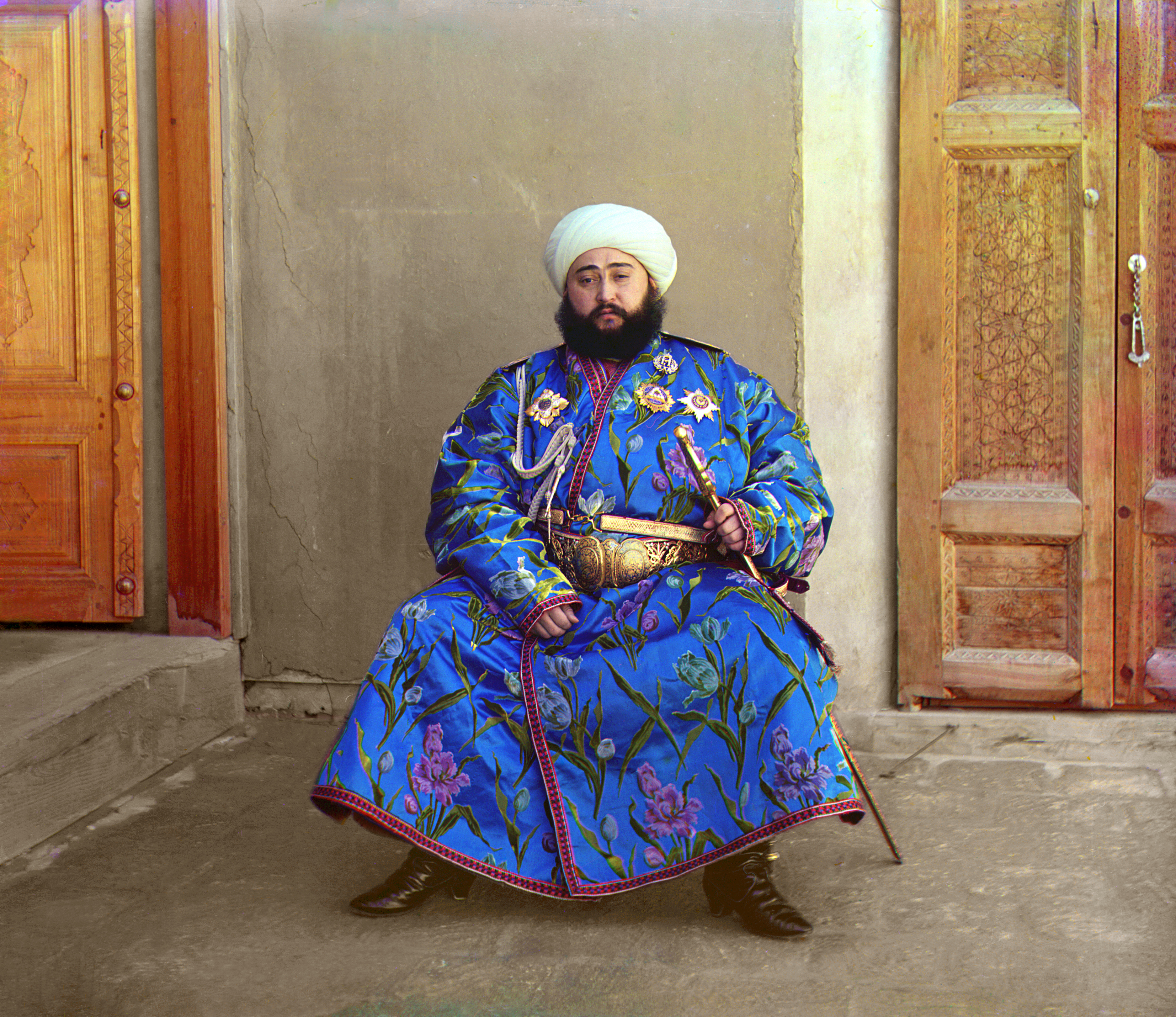
Alim chán, poslední panující vládce z rodu Bordžiginů

Bordžiginové (mongolsky Боржигин) je klan předků a potomků Čingischána. Z Bordžiginů pocházeli vládcové Mongolské říše a jejích nástupnických států. Mytickým zakladatelem klanu byl Šedý Vlk, zplozený Vysokým Nebem, a jeho žena, Bílá Laň. Poslední vládce z rodu Bordžiginů byl bucharský emír Alim chán, sesazený bolševiky v roce 1920.